# Enrichetta Caterina di Joyeuse

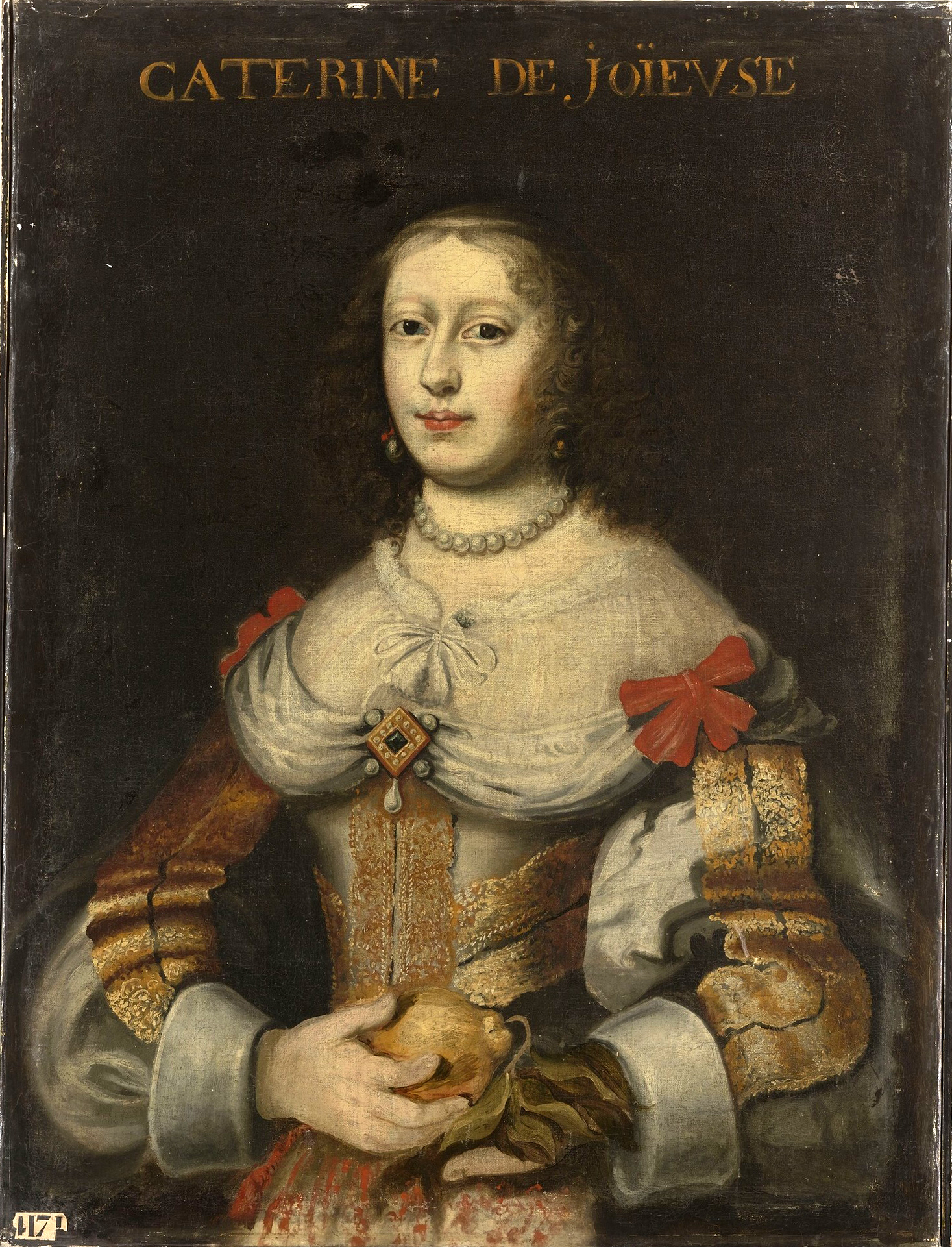
Ritratto di Enrichetta Caterina di Joyeuse

Enrichetta Caterina di Joyeuse (8 gennaio 1585 – 25 febbraio 1656) era la figlia di Enrico di Joyeuse e Caterina de Nogaret. Sposò il suo primo marito, Enrico di Borbone, Duca di Montpensier, il 15 maggio 1597 ed il suo secondo marito, Carlo, Duca di Guisa, il 6 gennaio 1611.

## Matrimoni e figli
Dal suo primo matrimonio con Enrico di Borbone ebbe una sola figlia:
1. Maria di Borbone, Duchessa di Montpensier (15 ottobre 1605 – 4 giugno 1627) che sposò Gaston Jean Baptiste de France, duc d'Orléans; genitori de la Grande Mademoiselle

Dal suo matrimonio con Carlo, Duca di Guisa ebbe dieci figli:
1. Francesco di Lorena (3 aprile 1612 – 7 dicembre 1639)
2. Maschi gemelli (4 marzo 1613 – 19 marzo 1613), che erano molto fragili e malaticci. Morirono nello stesso giorno.
3. Enrico di Lorena, Duca di Guisa (1614–1664), anche Arcivescovo di Reims
4. Maria di Lorena, Duchessa di Guisa (1615–1688)
5. una bambina, chiamata Mademoiselle de Joinville (4 marzo 1617 – 18 gennaio 1618), che nacque sana, ma si ammalò di raffreddore nell'inverno del 1617 e morì poco dopo.
6. Carlo Luigi di Lorena (15 luglio 1618 – 15 marzo 1637, Firenze), denominato Duca di Joyeuse
7. Luigi di Lorena , Duca di Joyeuse  (1622–1664), anche Duca di Angoulême
8. Francesca Renata di Lorena (10 gennaio 1621 – 4 dicembre 1682, Montmartre), Badessa di Montmartre
9. Ruggero di Lorena (21 marzo 1624 – 9 settembre 1653)